# カイル・クレモンズ
カイル・クレモンズ（Kyle Clemons、1990年12月27日 ‐ ）は、アメリカ合衆国アーカンソー州ジョーンズボロ出身の陸上競技選手。専門は短距離走の400mで、44秒79の自己ベストを持つ。2014年ソポト世界室内選手権の男子400mにおいて銅メダル、同大会男子4×400mリレーにおいて世界記録（当時）を樹立して金メダルを獲得した。2016年リオデジャネイロオリンピックと2015年北京世界選手権の男子4×400mリレーでも金メダルを獲得したが、ともに予選のみの出場に終わっている。

## 経歴
1990年12月27日にアーカンソー州ジョーンズボロに生まれる。母親のヴァラリー・ヒルソン（Valarie Hilson）もアーカンソー大学などで活躍した元陸上競技選手。
ローレット高校（Rowlett High School）の2年時から陸上選手としてのキャリアをスタートさせると、2年時と3年時には400mでテキサス州チャンピオンに輝いた。
2009年にカンザス大学に進学。屋外と室内のNCAA選手権（全米学生選手権）では、4年間を通じて優勝はおろか決勝に進出することもできなかったが、Big 12選手権では4年時に男子400mと4×400mリレーの2冠を達成した（400mの優勝タイムは45秒10）。

### 2014年
2月の全米室内選手権男子400m決勝を45秒60で制して初優勝を達成。世界大会初出場となった3月のソポト世界室内選手権には男子400mと4×400mリレーに出場すると、400mは準決勝を46秒06（全体2位）で突破し、決勝ではパベル・マスラク（45秒24）、クリス・ブラウン（45秒58）に続いて45秒74で3位に入り、世界大会初出場で銅メダルを獲得。決勝のみ出場した4×400mリレーはアメリカチームの1走を務めると、3分02秒13の世界新記録（当時）樹立と金メダル獲得に貢献した。6月の全米選手権男子400m決勝では45秒00の自己ベストをマークして3位に入った。

### 2015年
5月の世界リレー男子4×400m予選でアメリカチームの2走を務めて決勝進出に貢献した（予選のみの出場）。6月の全米選手権男子400m決勝では45秒35で5位に入り、北京世界選手権男子4×400mリレーのアメリカ代表の座を掴んだ。7月のパンアメリカン競技大会では男子400mで自身初の44秒台となる44秒84をマークして銅メダルを獲得すると、4×400mリレー（予選でアンカー、決勝で1走）も銅メダル獲得に貢献した。世界選手権初出場となった8月の北京世界選手権では、男子4×400mリレー予選でアメリカチームの1走を務めて決勝進出に貢献した（予選のみの出場）。

### 2016年
3月の全米室内選手権男子400m決勝で45秒95の2位に終わり、0秒15差で2度目の優勝を逃した。同月のポートランド世界室内選手権では前回大会に続いて男子400mと4×400mリレーに出場すると、400mは準決勝で敗退して2大会連続のメダルを逃したが、決勝のみ出場した4×400mリレーはアメリカチームの1走を務めて優勝に貢献し、2大会連続の金メダルを獲得した。7月の全米選手権（オリンピックトライアル）男子400mでは準決勝を44秒79の自己ベストで突破すると、決勝は45秒39で6位に入り、リオデジャネイロオリンピック男子4×400mリレーのアメリカ代表の座を掴んだ。オリンピック初出場となった8月のリオデジャネイロオリンピックでは、男子4×400mリレー予選でアメリカチームの3走を務めて決勝進出に貢献した（予選のみの出場）。

### 2017年
2大会連続の出場となった4月の世界リレー男子4×400m決勝ではアメリカチームの3走を務め（予選は1走）、大会3連覇に貢献した。

## 自己ベスト
記録欄の（　）内の数字は風速（m/s）で、+は追い風、-は向かい風を意味する。
| 種目 | 記録      | 年月日        | 場所         | 備考 |
| 屋外 | 屋外      | 屋外          | 屋外         | 屋外 |
| ---- | --------- | ------------- | ------------ | ---- |
| 300m | 32秒73    | 2016年6月11日 | キングストン |      |
| 400m | 44秒79    | 2016年7月2日  | ユージーン   |      |
| 室内 |           |               |              |      |
| 400m | 45秒60    | 2014年2月23日 | アルバカーキ |      |
| 500m | 1分01秒32 | 2013年2月1日  | ニューヨーク |      |

## 主要大会成績
備考欄の記録は当時のもの
| 年   | 大会                        | 場所             | 種目    | 結果   | 記録            | 備考                          |
| ---- | --------------------------- | ---------------- | ------- | ------ | --------------- | ----------------------------- |
| 2014 | 世界室内選手権              | ソポト           | 400m    | 3位    | 45秒74          |                               |
| 2014 | 世界室内選手権              | ソポト           | 4x400mR | 優勝   | 3分02秒13 (1走) | 世界記録                      |
| 2015 | 世界リレー (en)             | ナッソー         | 4x400mR | 予選   | 3分02秒81 (2走) | 決勝進出                      |
| 2015 | パンアメリカン競技大会 (en) | トロント         | 400m    | 3位    | 44秒84          | 自己ベスト                    |
| 2015 | パンアメリカン競技大会 (en) | トロント         | 4x400mR | 3位    | 3分00秒21 (1走) |                               |
| 2015 | 世界選手権                  | 北京             | 4x400mR | 予選   | 2分58秒13 (1走) | 決勝進出 今季世界最高記録     |
| 2016 | 世界室内選手権              | ポートランド     | 400m    | 準決勝 | 46秒91          |                               |
| 2016 | 世界室内選手権              | ポートランド     | 4x400mR | 優勝   | 3分02秒45 (1走) |                               |
| 2016 | オリンピック                | リオデジャネイロ | 4x400mR | 予選   | 2分58秒38 (3走) | 決勝進出 今季アメリカ最高記録 |
| 2017 | 世界リレー (en)             | ナッソー         | 4x400mR | 優勝   | 3分02秒13 (3走) |                               |